# Nouvel Athos
Pour les articles homonymes, voir Athos (homonymie).
Nouvel Athos (en géorgien : ახალი ათონი; en abkhaze : Афон Ҿыц) est une ville d'Abkhazie, république séparatiste de Géorgie, située au bord de la mer Noire, à 22 kilomètres au sud de Soukhoumi, la capitale abkhaze. Sa population était de 1 300 habitants au recensement de 2003 et de 1 518 habitants au recensement de 2011.
Elle fut connue autrefois sous les noms de Nikopole, Acheisos, Anacopia, Nicopie, Absara, Psychrotika ou Psyrta. Ses grottes et son monastère constituent des attractions touristiques majeures du lieu.

## Histoire

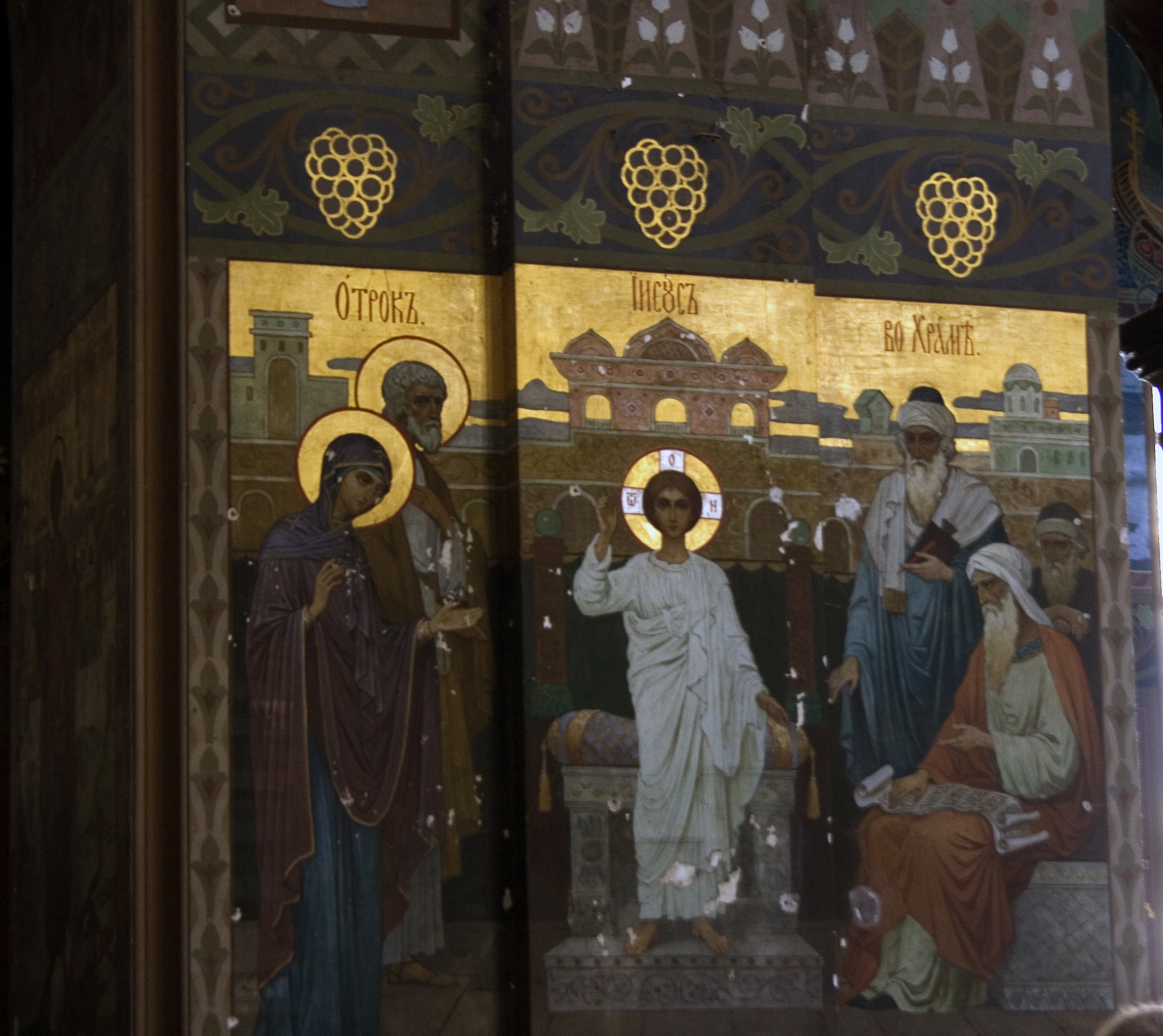
Le recouvrement de Jésus au Temple

Les ruines de l'ancien port grec d'Anacopia construit au IIIe siècle, sont encore visibles, ainsi que celles d'une forteresse géorgienne du Ve siècle. Le port est devenu une capitale de l'ancienne principauté chrétienne d'Abkhazie, sous le roi Léon II, au VIIIe siècle.

## Monastère

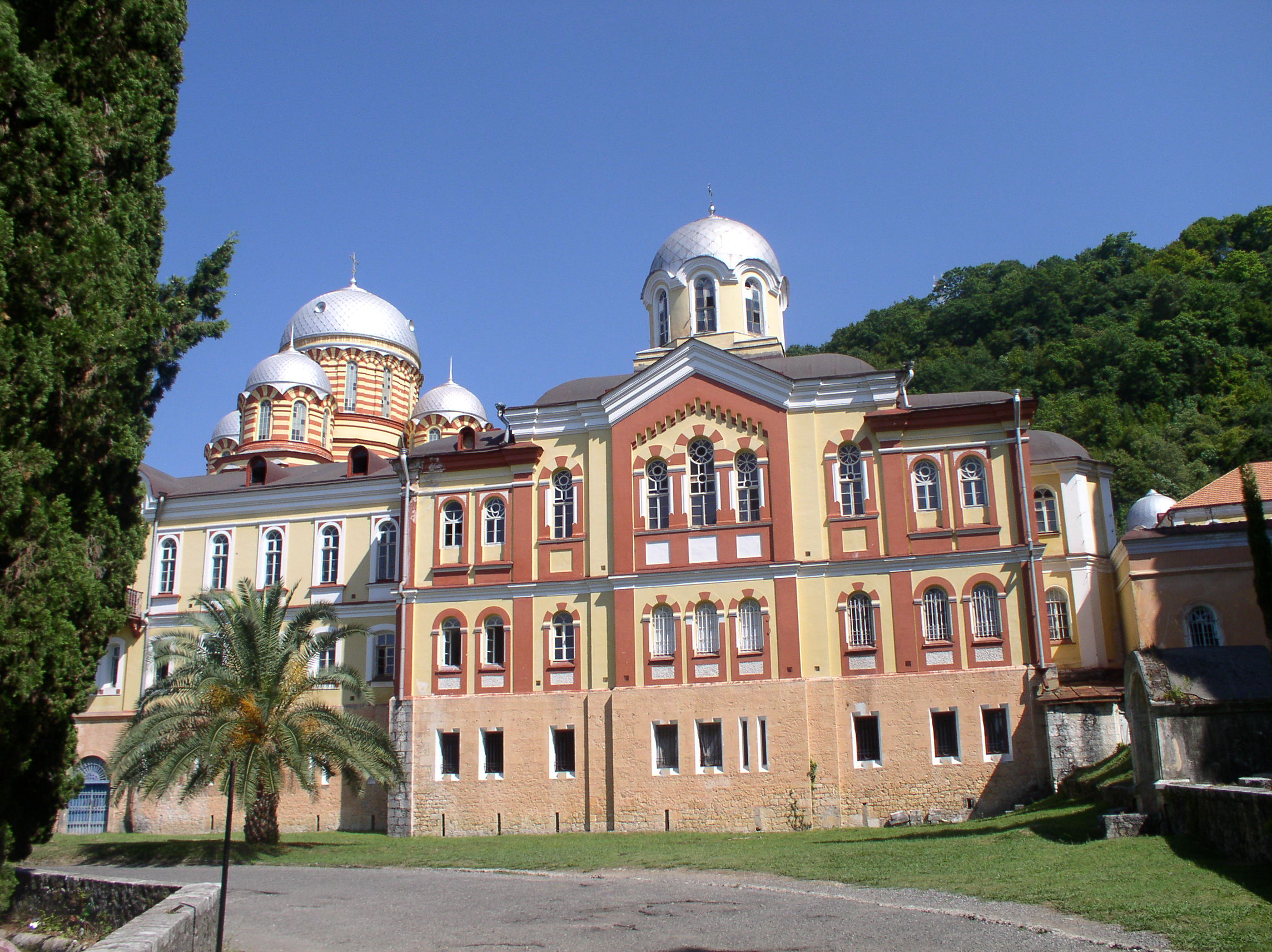
Le monastère Saint-Simon du Nouvel Athos

En 1874, des moines russes orthodoxes du monastère Saint-Panteleimon au Mont Athos (ou monastère du Rossikon), fondèrent un nouveau couvent sur les bords alors paisibles de la mer Noire. Ils craignaient en effet d'être chassés de la République monastique athonite par les ottomans, alors que la guerre russo-turque de 1877-1878 menaçait. En 1880, la première pierre de l'actuel monastère fut posée, grâce aux dons de l'empereur Alexandre III de Russie. Il fut dédié à saint Simon le Cananéen. Mais c'est finalement en Russie qu'ils furent persécutés, pendant le régime soviétique. En 1924 le monastère fut fermé et devint un hôpital, puis un musée. Il fut restitué à l'Église orthodoxe russe en 1994, après la guerre entre les Géorgiens et les Russes au côté des Abkhazes qui avaient fait sécession de la Géorgie, en 1993.

## Jumelages
- Riazan (Russie) depuis 2008
- Serguiev Possad

## Personnalités liées à la ville
- Nektarios Tchargeïchvili (1937-1971), compositeur, est inhumé à Nouvel Athos.